# Sablons, Isère
Sablons är en kommun i departementet Isère i regionen Auvergne-Rhône-Alpes i sydöstra Frankrike. Kommunen ligger i kantonen Roussillon som tillhör arrondissementet Vienne. År 2022 hade Sablons 2 306 invånare.

## Befolkningsutveckling
Antalet invånare i kommunen Sablons
Referens:INSEE